# Joseph Joachim
Joseph Joachim (in ungherese: Joachim József; Köpcsény, 28 giugno 1831 – Berlino, 15 agosto 1907) è stato un violinista, direttore d'orchestra, compositore e insegnante ungherese.

## Biografia
Joseph Joachim nacque a Kittsee, vicino a Bratislava ed Eisenstadt, settimo degli otto figli di Fanny e Gyula Joachim, mercante di lana della locale comunità ebraica, che era una delle celebri "Sette Comunità" (Siebengemeinden)  ungheresi sotto la protezione della nobile famiglia Esterházy.
Nel 1833 la sua famiglia si trasferì a Pest, dove Joseph studiò violino con Stanislaus Serwaczynski, primo violino all'Opéra di quella città (e successivamente insegnante anche di Henryk Wieniawski). Nel 1839 proseguì gli studi al Conservatorio di Vienna sotto la guida prima e per breve tempo di Miska Hauser e Georg Hellmesberger, poi sotto quella ben più rilevante di Joseph Böhm. Dopo l'esperienza viennese fu ospitato da sua cugina Fanny Wittgenstein (nonna del filosofo Ludwig Wittgenstein) per consentirgli di vivere e studiare a Lipsia, dov'era diventato un protetto di Felix Mendelssohn che allora dirigeva la Gewandhausorchester Leipzig. Nella sua prima esibizione con quella eminente formazione orchestrale, Joachim suonò il Concerto per violino di Heinrich Wilhelm Ernst, ma la sua più celebre performance sotto la direzione di Mendelssohn fu senza dubbio quella di Londra del 1844: l'esecuzione da parte del violinista ancora dodicenne del Concerto per violino di Ludwig van Beethoven fu un vero trionfo.

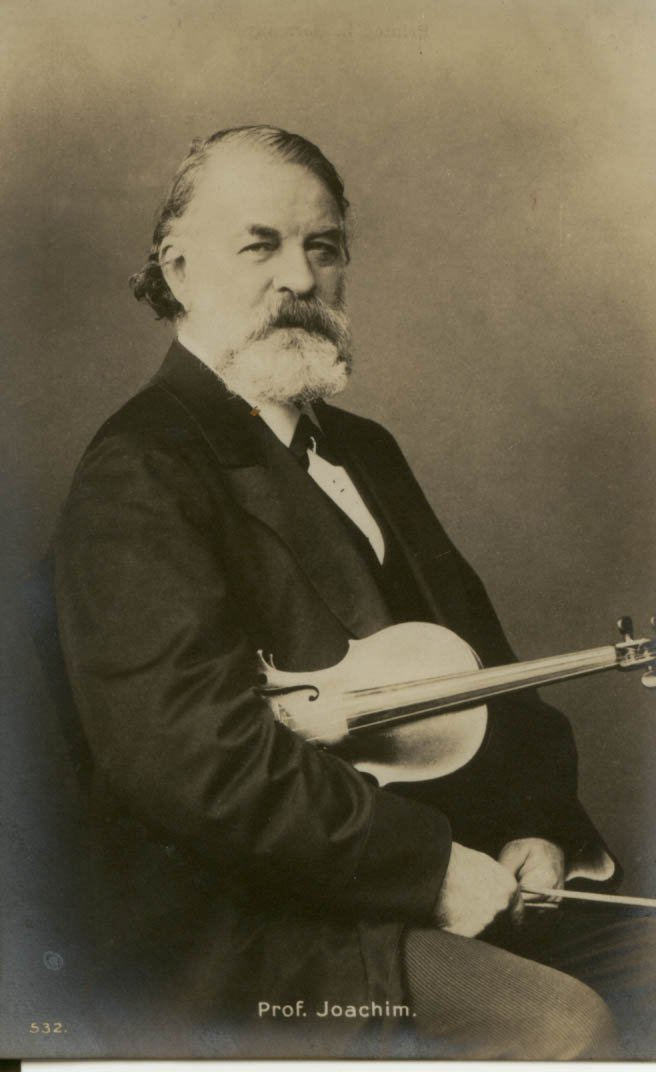
Joseph Joachim

Dopo la morte di Mendelssohn, Joachim rimase a Lipsia, insegnando al Conservatorio e suonando in primo leggio con Ferdinand David nella Gewandhausorchester. Nel 1848, Franz Liszt andò a vivere a Weimar, con l'intenzione di ristabilire la reputazione di "Atene della Germania" che aveva quella città. Joachim suonò nell'orchestra di Liszt come primo violino di spalla, e per molti anni abbracciò l'idea di una nuova "musica psicologica", come la chiamava lui. Nel 1852 andò ad Hannover, nello stesso periodo in cui maturò in lui una forte disapprovazione per la Nuova Scuola Tedesca (Liszt, Wagner, Berlioz, e i loro seguaci, come fu definita dal giornalista Franz Brendel). La sua definitiva rottura con Liszt avvenne nell'agosto del 1857 quando gli scrisse: "Non mi è assolutamente simpatica la tua musica; contraddice tutto ciò che dalla prima giovinezza ho appreso come nutrimento per la mente dallo spirito dei nostri grandi maestri."
Ad Hannover Joachim trascorse il periodo più prolifico per la sua composizione. Durante questo periodo, suonò frequentemente con Clara Schumann e Johannes Brahms, sia privatamente che pubblicamente. Nel 1860 Brahms e Joachim contribuirono alla stesura di un manifesto contro la musica "progressiva" della Nuova Scuola Tedesca. Generalmente questo manifesto fu considerato un passo falso, e fu giudicato con ironia e ostilità.
Il 10 giugno del 1863 Joachim sposò la cantante Amalie Weiss (Schneeweiss). Nel 1866 si trasferì a Berlino, dove fondò e diresse la Hochschule für ausübende Tonkunst, nuovo dipartimento dell'Universität der Künste Berlin. Qui fondò anche un'orchestra e, nel 1869 il Quartetto d'Archi Joachim, che presto ottenne una grande fama a livello europeo.
Nel 1884 Joachim e sua moglie si separarono dopo che lui si convinse che lei aveva una relazione con l'editore di Brahms, Fritz Simrock. Brahms, certo che le supposizioni di Joachim fossero infondate, scrisse una lettera amichevole ad Amalie, che più avanti lei avrebbe usato come prova nel processo di divorzio contro di lei. Questo fatto comportò per due anni un raffreddamento nel rapporto di amicizia che legava Joachim e Brahms, che fu ripristinato con la composizione del Concerto per violino e violoncello che Brahms scrisse come offerta di pace a Joachim.
A Berlino, il 17 agosto del 1903, registrò due lati per la Gramophone Company (G&T), che pervengono a noi come un'affascinante e valente fonte di informazioni sullo stile violinistico dell'Ottocento. Joachim è il primo violinista conosciuto a registrare musica.
Joachim rimase a Berlino fino alla sua morte avvenuta nel 1907.

### L'amicizia con Brahms
La carriera di Joachim fu segnata profondamente dall'amicizia con Johannes Brahms. La collaborazione fra i due musicisti portò benefici a entrambi. L'opera più significativa che simboleggia questa amicizia è sicuramente il Concerto per violino e orchestra di Brahms (op. 77). Nella stesura di questo concerto, Brahms fu molto aiutato da Joachim specialmente in materia di tecnica violinistica, come si può osservare nel loro carteggio. La cadenza di questo concerto che solitamente viene eseguita, è stata scritta da Joachim. A questo proposito si possono citare anche altre cadenze che Joachim scrisse per vari concerti (fra cui i concerti per violino di Mozart).

## Composizioni
- Op. 1 Andantino e Allegro scherzoso per violino e pianoforte (1848, dedicato a Joseph Böhm)
- Op. 2 Tre pezzi (circa 1848-1852), Romanze, Fantasiestück, Eine Frühlingsfantasie.
- Op. 3 Concerto per Violino in un movimento (Sol minore, dedicato a Franz Liszt) (1851)
- Op. 4 "Hamlet" Overture (1853)
- Op. 5 Tre pezzi per violino e pianoforte: Lindenrauschen, Abendglocken, Ballade; (dedicati a Gisela von Arnim)
- Op. 6 "Demetrius" Overture (Hermann Grimm, dedicated to Franz Liszt)
- Op. 7 "Henry IV" Overture (1854)
- Op. 8 Overture a una Commedia di Gozzi (1854)
- Op. 9 Hebrew Melodies per viola e pianoforte
- Op. 10 Variazioni per viola e pianoforte (circa 1860)
- Op. 11 Concerto per violino n. 2 in Re minore "alla maniera ungherese" (1861)
- Op. 12 Notturno per violino e orchestra in La maggiore (1858)
- Concerto per violino n. 3 in Sol maggiore (1875)
- Op. 13 Overture elegiaca "In Memoriam Heinrich von Kleist" (circa 1877)
- Scene dal Demetrio di Schiller (1878)
- Overture in Do maggiore (1896)
- Due marce per orchestra
- Andantino in La minore per violino e orchestra
- Romanza in si bemolle maggiore' per violino e pianoforte
- Romanza in do maggiore per violino e pianoforte
- Variazioni per violino e orchestra in Mi minore

## Discografia
- Joachim: Romanza in Do maggiore Op. 20 (suonata dal compositore). Ref 047906. Matrix 218y.
- Bach: Sonata n. 1 per Violino Solo in Sol minore BWV 1001: Prelude. Ref 047903. Matrix 204y.
- Bach: Partita n. 1 per Violino Solo in Si Minore BWV 1022: Bourree. Ref 047904. Matrix 205y.
- Brahms: Danza Ungherese WoO 1: n. 1. Ref 037904, Matrix 219i (Incisione francese).
- Brahms: Danza Ungherese WoO 1: n. 2. Ref 037905, Matrix 217i (Incisione francese).
- Brahms: Danza Ungherese WoO 1: n. 1. Ref 047904, Matrix 219y (Incisione tedesca).
- Brahms: Danza Ungherese WoO 1: n. 2. Ref 047905, Matrix 217y (Incisione tedesca).

## Gli strumenti di Joachim
- Da bambino Joachim suonò un Guarnieri del Gesù, che poi diede a Felix Schumann dopo che comprò il suo primo Stradivari.
- Nei suoi anni di Hannover, Joachim suonò un Guadagnini costruito nel 1767 che nei tempi attuali appartiene alla Fondazione Peterlongo e viene utilizzato da Domenico Pierini, primo violino e violino solista dell'Orchestra del Maggio Musicale Fiorentino. 1
- Più tardi comprò uno Stradivari del 1714 che suonò fino al 1885. 2 Archiviato il 27 settembre 2007 in Internet Archive.
- Cambiò questo strumento per uno Stradivari del 1713, che più tardi avrebbe comprato Robert von Mendelssohn e poi prestato per sempre a uno studente di Joachim (Karl Klingler).
- Uno Stradivari del 1698 fu offerto a Joachim dalla Royal Academy School.
- Il Cremonese 1715, uno Stradivari del 1715, attualmente conservato nel Museo del Violino di Cremona.
- Un altro Stradivari del 1715, il Joachim-Aranyi.  Archiviato il 27 settembre 2007 in Internet Archive.
- Ancora un altro Stradivari del 1715.
- Uno Stradivari del 1722, più tardi appartenuto da Burmester, Mischa Elman e Josef Suk.  Archiviato il 27 settembre 2007 in Internet Archive.
- Un altro Stradivari del 1722, appartenuto anche alla famiglia Mendelssohn.  Archiviato il 27 settembre 2007 in Internet Archive.
- Uno Stradivari del 1723
- Uno Stradivari del 1725  Archiviato il 27 settembre 2007 in Internet Archive.
- Un Guarnieri del Gesù (forse del 1737), prestato dalla famiglia Wittgenstein.  Archiviato il 27 settembre 2007 in Internet Archive.
- Un Guadagnini del 1767.
- Un Guadagnini del 1775  Archiviato il 27 settembre 2007 in Internet Archive.
- Un Carlo Testore  Archiviato il 27 settembre 2007 in Internet Archive.